# Камбилеевское
Камбилеевское (осет. Камбилеевкæ), ранее — Галгай-Юрт (ингуш. Гӏалгӏай-Юрт), — село в Пригородном районе Республики Северная Осетия — Алания.
Административный центр муниципального образования «Камбилеевское сельское поселение».

## Географическое положение

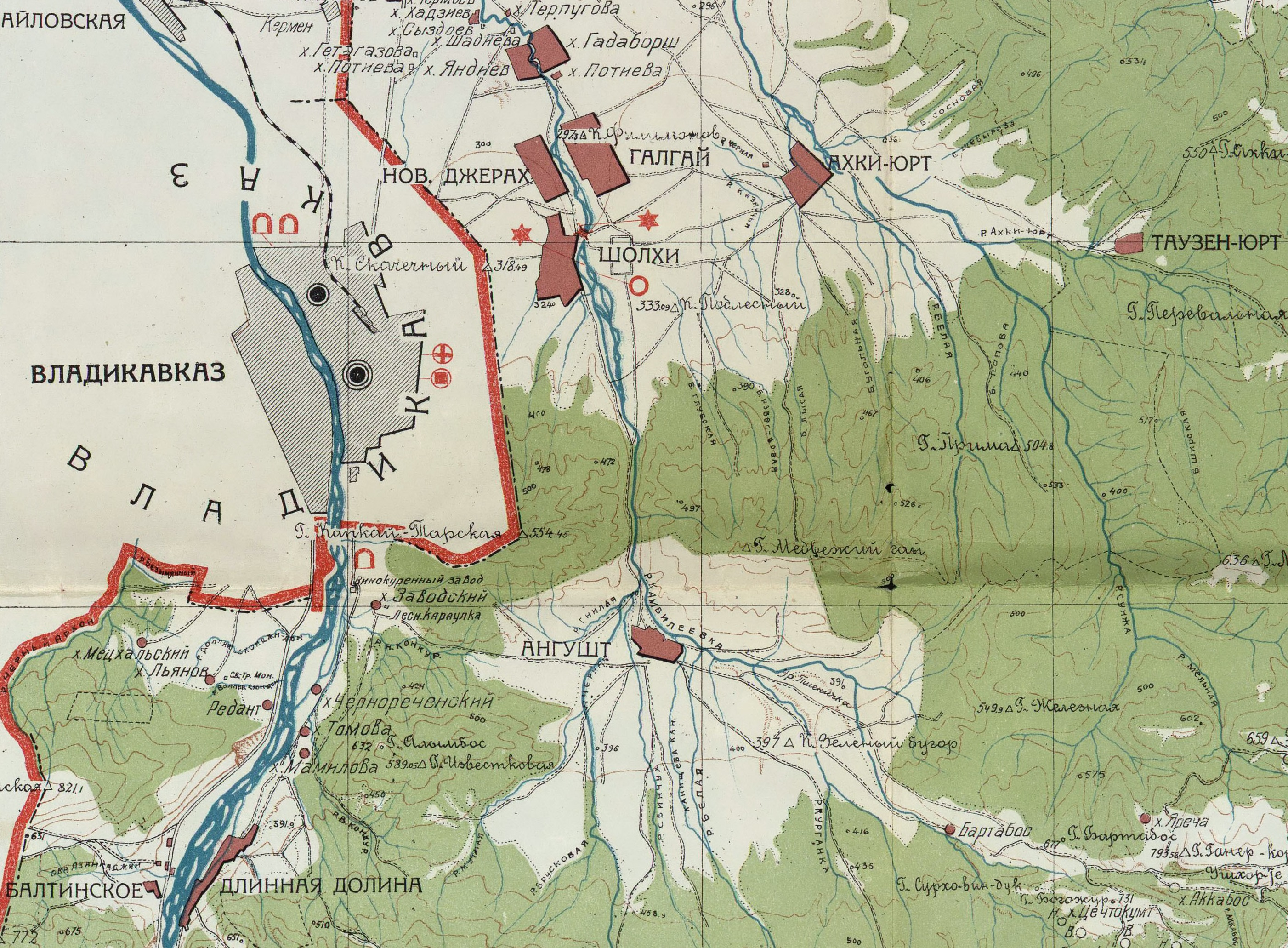
Село «Галгай» на карте Ингушской АО 1928 года

Расположено на правом берегу реки Камбилеевка, в 7 км к востоку от Владикавказа, напротив районного центра Октябрьское.

## История
По данным кавказоведа Н. Волковой, Камбилеевское первоначально называлось «Галгай» (Галгай-юрт), относящееся к селениям Больших и Малых Ингушей немецкими исследователями Й. Гюльденштедт и Ю. Клапрот в конце XVIII — начале XIX веков.
Исследователи считают что название села Камбилеевское возможно происходит от осетинского слово къумбул — «свекла», — «свекольная река».

## Население
| 1926  | 1959  | 1970  | 1979  | 1989  | 2002  | 2010  |
| ----- | ----- | ----- | ----- | ----- | ----- | ----- |
| 1012  | ↗5159 | ↗6279 | ↗7010 | ↗7966 | ↘7634 | ↘7485 |
| 2011  | 2012  | 2013  | 2014  | 2015  | 2016  | 2017  |
| ↘7463 | ↘7352 | ↘7211 | ↘7121 | ↘7102 | ↘6976 | ↘6897 |
| 2018  | 2019  | 2020  | 2021  | 2023  | 2024  | 2025  |
| ↘6865 | ↘6784 | ↘6720 | ↘6320 | ↘6237 | ↘6199 | ↘6181 |

Национальный состав
По данным Всероссийской переписи населения 2010 года:
| № | Национальность | Численность, чел. | Доля   |
| - | -------------- | ----------------- | ------ |
| 1 | осетины        | 6 580             | 87,9 % |
| 2 | ингуши         | 397               | 5,3 %  |
| 3 | русские        | 272               | 3,6 %  |
| 4 | армяне         | 86                | 1,2 %  |
| 5 | другие         | 150               | 2,0 %  |

По данным переписи по Северо-Кавказскому краю 1926 года:
| № | Национальность | Численность, чел. | Доля   |
| - | -------------- | ----------------- | ------ |
| 1 | ингуши         | 996               | 98,4 % |
| 2 | другие         | 16                | 1,6 %  |

## Улицы
| - Дружбы - К. Булкаева - Заводская - Речная - Карла Маркса - Ломоносова - Орджоникидзе - Чапаева - Фрунзе | - Коста Хетагурова - Л. Тедеева - Лермонтова - Кирова - Ленина - Маяковского - Свердлова - Ю. Кучиева - Энгельса |

## Инфраструктура
- Дом культуры
- Камбилеевская школа №1
- Камбилеевская школа №2
- Сельская администрация
- Детский сад №1
- Детский сад №19
- Ветеринарная клиника
- Многофункциональная спортивная площадка

## Религия
- В селе действует мечеть, находящаяся по адресу: ул. Ленина, 209